# Stefano Gardener
Stefano Gardener (* 11. Oktober 1990) ist ein ehemaliger italienischer Skilangläufer.

## Werdegang
Gardener, der für den Centro Sportivo Carabinieri startete, trat international erstmals bei den Junioren-Weltmeisterschaften 2009 in Erscheinung. Dort belegte er den 29. Platz im Sprint, den 20. Rang im Skiathlon und vierten Platz mit der Staffel. Im folgenden Jahr kam er bei den Junioren-Weltmeisterschaften in Hinterzarten auf den 23. Platz im Skiathlon, auf den 13. Rang über 10 km klassisch und auf den siebten Platz mit der Staffel. Im Februar 2010 lief er in Forni di Sopra erstmals im Alpencup und errang dabei den 37. Platz im Sprint und den 27. Platz über 10 km klassisch. In der Saison 2011/12 kam er im Alpencup zweimal unter die ersten Zehn und erreichte damit den 16. Platz in der Gesamtwertung. Bei den U23-Weltmeisterschaften 2012 in Erzurum errang er den 29. Platz über 15 km klassisch und den 17. Platz im Skiathlon. Sein Debüt im Weltcup hatte er im Februar 2014 in Toblach, das er auf dem 70. Platz über 15 km klassisch beendete. In der Saison 2014/15 erreichte in Oberwiesenthal über 15 km Freistil und in Rogla im 30-km-Massenstartrennen mit jeweils Platz drei seine ersten Podestplatzierungen im Alpencup und zum Saisonende den 20. Rang in der Gesamtwertung. Im Februar 2018 gewann er den Gsieser-Tal-Lauf über 42 km Freistil. Bei der Abschlussetappe der Tour de Ski 2018/19, die er auf dem 34. Platz beendete, holte er mit dem 29. Platz seine ersten Weltcuppunkte und erreichte damit seine beste Platzierung im Weltcupeinzel.
In der Saison 2019/20 erreichte Gardener mit sechs Top-Zehn-Platzierungen, darunter Platz zwei über 15 km klassisch in Campra und Rang eins über 15 km Freistil in Piancavallo, den dritten Platz in der Gesamtwertung des Alpencups. Zudem wiederholte er im Dezember 2020 in Davos mit dem 29. Platz über 15 km Freistil sein bestes Weltcupeinzelergebnis. Bei den nordischen Skiweltmeisterschaften 2021 in Oberstdorf lief er auf den 22. Platz im Skiathlon. Letztmals im Weltcup startete er im März 2022 in Falun, wobei er den 35. Platz über 15 km Freistil errang.

## Siege bei Continental-Cup-Rennen
| Nr. | Datum           | Ort         | Disziplin      | Serie    |
| --- | --------------- | ----------- | -------------- | -------- |
| 1.  | 9. Februar 2020 | Piancavallo | 15 km Freistil | Alpencup |